# Marta Corredera i Rueda
Marta Corredera i Rueda (Terrassa, Vallès Occidental, 8 d'agost de 1991) és una futbolista catalana, que juga com a migcampista, extrem o de lateral. Des de 2013 és internacional amb la selecció espanyola.
Formada a la secció de futbol del Club Natació Terrassa, va fer els seus primers passos com a professional al Reial Club Esportiu Espanyol. En aquest club va obtenir diversos títols amb grans actuacions, arribant a guanyar dues Copes de la Reina consecutives.
Després de dues temporades amb les blanc-i-blaves, l'any 2011 va fitxar pel Futbol Club Barcelona, amb el qui va augmentar encara més el seu nivell de joc convertint-se en una peça clau de l'equip blaugrana. En el seu primer any de joc va aconseguir la Copa de la Reina i la Copa Catalunya; en el segon, la Lliga i la Copa Catalunya; i en el tercer, els tres títols, en una temporada històrica. En aquesta tercera temporada, també va marcar el primer gol de l'equip blaugrana a la història de la Lliga de Campions.
L'11 de novembre de 2014, la Federació Catalana de Futbol li atorgà el Premi a la Millor Jugadora Catalana de l'any. Va tornar a rebre aquest galardó l'any 2018.
L'any 2015 fitxà per l'Arsenal Ladies Football Club. Després de la seva estada a Anglaterra, va fitxar per l'Atletico de Madrid i en el seu primer any en l'equip blanc-i-vermell va guanyar la La Lliga i va poder jugar la Lliga de Campions. En el seu segon any, també va aconseguir alçar-se amb la La Lliga per segon any consecutiu.
Al 2018 fitxà pel Llevant UE fins que l'estiu de 2020 passà al Real Madrid CF. Va deixar el club blanc l'estiu de 2023 després d'una mala gestió esportiva del seu embaràs, que va ser anunciat al gener de 2022.
Després de la seva etapa de jugadora a l'equip blanc, comença a col·laborar amb Catalunya Ràdio i TV3 a programes com el Gol a Gol.

## Palmarès
- 6 Lligues espanyoles de futbol femenina: 2011–12, 2012–13, 2013–14, 2014–15, 2016–17, 2017–18
- 5 Copes espanyoles de futbol femenina: 2008-09, 2009-10, 2010-11, 2012-13, 2013-14
- 1 FA Women's League Cup: 2015-16
- 1 Women's FA Cup: 2015
- 7 Copes Catalunya de futbol femenina: 2008-09, 2009-10, 2010-11, 2011-12, 2012-13, 2013-14, 2014-15